# T-27
T-27은 전간기에 소련이 개발한 준전차다. 1930년 영국의 카든 로이드 준전차를 기반으로 영국의 라이선스를 받아 생산했다.

## 운용
1931년 2월 13일에 사용이 허가되었다. 레닌그라드의 볼셰비키 공장과 나중에 니즈니노브고로드의 GAZ 공장 두 곳에서 동시에 생산되었다. T-27은 주로 정찰용으로 사용되었다. 초기에 소련군은 65개의 전차대대를 편성했고, 각각 50개의 전차를 보유하고 있었다. 이 숫자는 나중에 대대당 23명으로 줄어들었다. 이 전차는 또한 공중 이동식으로 설계되었다. 1935년 소련은 T-27을 투폴레프 TB-3 폭격기의 동체에 매달아 공중 수송하는 실험을 했다.
T-27은 1930년대 소련의 중앙아시아 공화국들에서 활동했으며, 이 곳에서 T-27은 바스마시 운동에 대항하는 작전에 사용되었다. 그러나, 이 전차들은 더 진보된 전차들의 도입으로 인해 상당히 빠르게 쓸모없게 되었다. 붉은 군대는 T-27가 신뢰할 수 있고 운용이 간단하다는 것을 알았지만, T-27은 궤도가 좁아서 늪과 눈이 많은 지형을 잘 대처하지 못했고 충분히 작은 키의 전차병들을 찾는 것이 어려웠기 때문에 승무원을 찾기도 어려웠다. 1930년대 말까지 T-27은 주로 훈련용으로 사용되었고, 일부는 야포 견인용 트랙터로 사용되었다.
1935년 튀르키예는 T-26 60대와 함께 T-27 5대를 주문했다. 1942년 11월 1일 루마니아군은 T-27 준전차 2대를 나포했다.

## 개량
T-27에 화염방사기와 [[무반동포[[와 같은 첨단 무기를 장착하기 위한 실험도 있었지만 성공적이지 못했다. 몇몇 T-27 준전차는 압력을 가해 물속에서 강을 건널 수 있도록 특수 장비를 제공받았다. 또한 T-27은 소련이 최초로 비행기로 수송한 추적 차량이기도 하다.